# Los días del amor
Los días del amor es una película mexicana filmada del 2 de enero al 9 de febrero de 1971 en los estudios Churubusco y en locaciones del Estado de Colima (Colima, Comala, Manzanillo, Playa de Pascuales, Hacienda del Carmen) y estrenada el 9 de marzo de 1972 en el cine Regis. Fue escrita y dirigida por Alberto Isaac.

## Sinopsis
En Colima, en  1927, durante la guerra contra los cristeros, el adolescente Gabriel Icaza vive con sus tíos Vicente, presidente municipal, el viejo Lauro, fotógrafo casi ciego, y Fela y Tina, solteronas, y con su abuela Grandecita. Lega el general potosino Terrazas, nuevo jefe de la zona militar, con sus esposa sudamercana Marcela, a quien él cela mucho, y ambos cenan con los Icaza; Marcela causa en Gabriel una gran impresión. Los Icaza van a la playa con el profesor Granados y sus dos hijas, Fanny y Ruth; recostado en la arena al lado de Fanny, Gabriel se imagina a sí mismo desnudo junto a la desnuda Marcela. Después de desfilar ambos en un acto cívico, Fanny hace entrar en su casa a Gabriel para mostrarle sus pechos desnudos. Como Lauro fotografía campesinas desnudas, el marido de una de ellas lo golpea, lo mismo que a Gabriel, y destroza su estudio. Gabriel y sus amigos beben en un velorio y van a un burdel, donde el primero es citado para otro día por la prostituta Marina. Dada la ineficacia de Terrazas, Vicente decide pedir más ayuda militar al gobierno. En la oscuridad del cine, Gabriel sujeta la mano de Marcela. Desde un auto, unos cristeros disparan sobre el coche que transporta a Vicente; este es herido y su guardaespaldas Lechuzo muerto. En la estación del tren, Vicente recibe al general Pacheco, que llega con refuerzos, mientras ve cómo Gabriel se va con Marina, y vuelve a Colima en auto con sus sobrino mientras que la prostituta regresa en tren.

## Reparto
- Jorge Martínez de Hoyos
- Arturo Beristáin
- Marcela López Rey
- Anita Blanch
- María Teresa Rivas
- Juan José Martínez Casado
- Héctor Ortega
- Maricarmen Legorreta
- Roberto Dumont
- Alejandra Mora
- María Barber
- Luciano Hernández de la Vega